# Bessara quadratipennis
Bessara quadratipennis är en fjärilsart som beskrevs av Walker 1862. Bessara quadratipennis ingår i släktet Bessara och familjen trågspinnare. Inga underarter finns listade i Catalogue of Life.